# Burg Mühlenbach (Koblenz)
Die Burg Mühlenbach war eine Niederungsburg in Koblenz. Erhalten ist von der um 1300 im heutigen Stadtteil Arenberg erbauten und im 17. Jahrhundert zerstörten Burg nur noch der Hauptturm.

## Geschichte
Die Burg Mühlenbach wurde um 1300 von Hermann II. von Helfenstein im Quellgebiet des Mühlenbachs als Wasserburg errichtet; sie war ein Lehen des Stifts Herford. Die Familie von Helfenstein besaß neben ihrer Stammburg (Burg Helfenstein), die sich unterhalb der kurtrierischen Burg Ehrenbreitstein befand, noch die Sporkenburg bei Eitelborn. Sie gab der Reichsherrschaft, zu der die Orte Arenberg und Immendorf sowie einige Mühlen am Mühlenbach gehörten, ihren Namen.
Im 14. Jahrhundert wurde aus der Burg Mühlenbach eine Ganerbenburg, die den Familien von Helfenstein und von Brandenburg gehörte. Die Brandenburger verkauften ihren Anteil 1445 für 2000 Gulden an Johann von Helfenstein. Nachdem die Familie von Helfenstein 1579 ausgestorben war, gelangte die Burg an Otto von Rolshausen, der mit Wilhelma, einer Tochter des letzten Helfensteiners verheiratet war. Nach langen Erbstreitigkeiten wurde die Herrschaft Mühlenbach im Jahr 1626 aufgeteilt zwischen Stephan von Wrede, dem Schwiegersohn Ottos von Rolshausen, und Otto Niklas vom Stein-Kallenfels, dem Gemahl Christine Katharinas, der anderen Tochter des letzten Helfensteiners. Der Anteil der Stein-Kallenfels gelangte durch Erbe und Heirat 1628 an Johann Wilhelm von Hunolstein, von diesem weiter an die Familie von Heddesdorf. Durch Kauf kam diese Hälfte 1715 ebenfalls an die Familie von Wrede, die nun über die ganze Herrschaft verfügte, bis sie sie Anfang des 19. Jahrhunderts verkaufte.
Im Dreißigjährigen Krieg wurde die Burg Mühlenbach zerstört, danach aber wieder aufgebaut. Die endgültige Zerstörung ereilte die Burganlage 1692 durch die Franzosen im Pfälzischen Erbfolgekrieg. Es blieb lediglich der Hauptturm erhalten, der im frühen 20. Jahrhundert als Getreidespeicher genutzt wurde.

## Bau
Der erhaltene fünfstöckige Hauptturm ist 23,5 m hoch und besteht aus Grauwackebruchstein. Er wurde auf einem quadratischen Grundriss errichtet und besitzt ein Zeltdach. Erhalten sind einige Schlitzfenster, der Treppenaufgang auf der Südseite zu einer Tür im ersten Obergeschoss mit spitzbogiger Blende und ein Teil des mittelalterlichen Verputzes. Reste von Kaminanlagen und Fensternischen legen nahe, dass es sich um einen Wohnturm gehandelt haben muss. Von der restlichen Burganlage ist oberirdisch nichts erhalten geblieben. Der Hauptturm lag wohl inmitten einer rechteckigen Ringmauer, die an den Ecken mit vier kleinen Rundtürmen versehen war. Umgeben war die Anlage von einem Graben, der wahrscheinlich mit Wasser gefüllt war, da sich in der Talmulde mehrere Bäche trafen.

## Denkmalschutz
Der erhaltene Turm der Burg Mühlenbach ist ein geschütztes Kulturdenkmal nach dem Denkmalschutzgesetz (DSchG) und in der Denkmalliste des Landes Rheinland-Pfalz eingetragen. Er liegt in Koblenz-Arenberg südöstlich der Ortslage beim Mühlenbacher Hof.
Seit 2002 ist der erhaltene Turm der Burg Mühlenbach Teil des UNESCO-Welterbes Oberes Mittelrheintal.